# Sæby
Sæby es una ciudad portuaria localizada al este de la región histórica de Vendsyssel en la península de Jutlandia, en el norte de Dinamarca. 
La ciudad está localizada en Frederikshavn (municipio), dentro de la región de Jutlandia Septentrional. Su población asciende a un total de 8.803 habitantes (1 de enero de 2014).  La  ciudad recibió en 1524 derechos de mercado.

## Historia

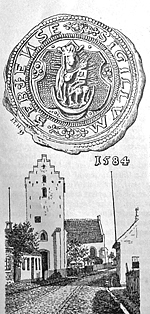
Sello de Saeby, 1584, por J.th Hansen

Desde 2007 Sæby forma parte de Frederikshavn (municipio). Anteriormente, pertenecía a la municipalidad de Sæby.

## Atracciones
- Taller de soplado de vidrio de Sæby.
- Puerto de Sæby.
- Iglesia de Sæby.
- Fruen fra Havet. Estatua de unos 6,25 metros de altura situada en el muelle del puerto de Sæby. Fue realizada por Marit Benthe Norheim e inaugurada en 2001.
- Museo de Sæby.
- Casco histórico de Sæby.
- Osos de peluche de Sæby (dos personas disfrazadas como osos).
- Molino de agua de Sæby.
- Museo del señorío de Sæbygaard. Una casa señorial de época renacentista. En su interior se ubica un pequeño museo donde se exponen piezas de mobiliario histórico.
- Playa de Sæby.
- Plaza mayor de Sæby.